# Manfried
Manfried ist ein männlicher Vorname, eine Variante von Manfred.

## Namensträger
- Manfried Dietrich (1935–2024), deutscher Ugaritist
- Manfried Gantner (* 1945), österreichischer Wirtschaftswissenschaftler
- Manfried Rauchensteiner (* 1942), österreichischer Historiker
- Manfried Scheithauer (* 1936), deutscher Grafiker
- Manfried Weber (* 1937), hessischer Politiker (SPD)
- Manfried Welan (1937–2024), österreichischer Rechtswissenschaftler und Politiker (ÖVP)